# Línia H4 de la Xarxa Ortogonal d'Autobusos de Barcelona
La línia H4 és una línia d'autobús de trànsit ràpid que pertany a la Xarxa Ortogonal d'autobusos urbans de Barcelona. Recorre Santa Coloma de Gramenet i Barcelona en horitzontal des del barri del Bon Pastor fins a la Zona Universitària. Va ser posada en marxa al febrer 2016.
El seu traçat inclou, des del punt d'inici del barri de Bon Pastor, el barri de Sant Andreu, fins a l'Avinguda Meridiana, puja pel passaig de Valldaura fins a arribar a la plaça de Karl Marx a on continua pel passeig de la Vall d'Hebron. Quan arriba a la plaça d'Alfonso Comín, baixa pel passeig de la Bonanova i l'avinguda d'Esplugues fins a arribar a la Zona Universitària.
La implantació d'aquesta línia va suposar la modificació del traçat de les línies 22 i 60, que van veure els seus extrems tallats, així com de la supressió de les línies 64 i 73.

## Àrees d'intercanvi
Els punts d'intercanvi amb què hi ha correspondència d'aquesta línia amb altres serveis de transport públic són els següents:
- Àrea d'Intercanvi Reina Elisenda
- Àrea d'Intercanvi Sarrià
- Àrea d'Intercanvi Bonanova
- Àrea d'Intercanvi Avinguda Tibidabo
- Àrea d'Intercanvi Vall D'Hebron
- Àrea d'Intercanvi Guineueta

## Horaris
| H4        | Primer servei         | Primer servei | Darrer servei         | Darrer servei |
| H4        | A: Zona Universitària | A: Bon Pastor | A: Zona Universitària | A: Bon Pastor |
| Feiners   | 05:45                 | 06:00         | 22:20                 | 23:00         |
| Dissabtes | 07:00                 | 07:00         | 22:20                 | 23:00         |
| Festius   | 07:00                 | 07:00         | 22:20                 | 23:00         |